# Пламена Петрова
Пламена е българска попфолк и поп певица.

## Биография
Пламена Пламенова Петрова е родена на 28 март 1989 година в Горна Оряховица.
Участва в конкурса за българско предложение в музикалния конкурс „Евровизия 2011“ с песента „Без теб“, но губи от „На инат“ на поп певицата Поли Генова. През 2014 г. участва в "Big Brother: All Stars" До 2014 година тя работи с музикалния издател „Пайнер“. През 2024 г. се завръща в компанията.